# William Carl Buchan
William Carl Buchan (* 23. Dezember 1956 in Seattle) ist ein ehemaliger US-amerikanischer Segler.

## Erfolge
William Carl Buchan nahm an den Olympischen Spielen 1984 in Los Angeles in der Bootsklasse Flying Dutchman teil. Gemeinsam mit Jonathan McKee wurde er Olympiasieger vor Evert Bastet und Terry McLaughlin sowie Peter Allam und Jonathan Richards. Dank einer Gesamtpunktzahl von 19,7 Punkten erhielten sie die Goldmedaille. Im Jahr zuvor waren sie in Cagliari gemeinsam Weltmeister geworden. 1978 hatte Buchan zudem in der Bootsklasse Finn die Bronzemedaille in Manzanillo gewonnen. Buchan segelte auch mit seinem Vater William Earl Buchan, mit dem er sich zunächst bei den Weltmeisterschaften 1983 Bronze im Starboot sicherte. 1992 gelang ihnen in San Francisco der Titelgewinn. Er gewann 1988 mit Stars & Stripes den America’s Cup.
Buchan studierte an der University of Washington.